# Harpactea hispana
Harpactea hispana är en spindelart som först beskrevs av Simon 1882.  Harpactea hispana ingår i släktet Harpactea och familjen ringögonspindlar. Inga underarter finns listade i Catalogue of Life.